# Chionogenes
Chionogenes is een geslacht van vlinders van de familie stippelmotten (Yponomeutidae).

## Soorten
- C. drosochlora Edward Meyrick, 1907
- C. isanema Edward Meyrick, 1907
- C. trimetra Edward Meyrick, 1913